# Grand Prix automobile d'Abou Dabi 2021
GP précédent GP suivant
Le Grand Prix automobile d'Abou Dabi 2021 (Formula 1 Etihad Airways Abu Dhabi Grand Prix 2021), disputé le 12 décembre 2021 sur le Circuit Yas Marina, est la 1 057e épreuve du championnat du monde de Formule 1 courue depuis 1950. Il s'agit de la 12e édition du Grand Prix d'Abou Dabi comptant pour le championnat du monde et la vingt-deuxième et dernière manche du championnat 2021. La course à Abou Dabi clôt la saison comme c'est la tradition depuis 2014 mais sur un tracé grandement remanié. Max Verstappen et Lewis Hamilton prennent le départ de cette manche finale à égalité de points en tête du championnat, ce qui n'est arrivé précédemment qu'en 1974.
Bénéficiant, dans la deuxième grande ligne droite du circuit, de l'aspiration offerte par son coéquipier Sergio Pérez, qui sacrifie son tour pour lui, Max Verstappen établit, dès sa première tentative en Q3, un temps record de 1 min 22 s 109 que Lewis Hamilton ne parvient à approcher que de 37 centièmes de seconde en fin de séance. Le Néerlandais obtient sa dixième pole position de l'année (deux fois plus qu'Hamilton) et la treizième de sa carrière. Choisissant de s'extraire de la Q2 en pneus tendres, il sera ainsi chaussé au départ de la course alors que son rival en première ligne s'élancera en pneus medium. Lando Norris crée la surprise en réalisant le troisième temps ; il part en deuxième ligne, devant Pérez. Sur la troisième ligne, Carlos Sainz Jr. est accompagné par Valtteri Bottas, sixième pour sa dernière course avec Mercedes. En quatrième ligne, Charles Leclerc part septième devant Yuki Tsunoda qui, pour la première fois de la saison, bat son coéquipier Pierre Gasly, éliminé en Q2. La cinquième ligne est composée d'Esteban Ocon et Daniel Ricciardo.
Max Verstappen devient champion du monde 2021 en dépassant Lewis Hamilton dans le cinquante-huitième et dernier tour de la course pour remporter sa dixième victoire de la saison, la vingtième de sa carrière, au caractère décisif. Le Britannique, qui a pris un meilleur départ, mène l'épreuve à sa main jusqu'à cinq boucles de l'arrivée ; malgré toutes les tentatives stratégiques de Red Bull, son avance est supérieure à onze secondes sur son rival et il semble filer sans problème vers son huitième titre mondial. Mais au cinquante-troisième tour, Nicholas Latifi perd l'arrière de sa Williams à la sortie du virage no 14 et l'écrase dans le rail. La voiture de sécurité entre en piste, Verstappen en profite immédiatement pour rentrer chausser des pneus tendres, alors qu'Hamilton reste en piste avec ses pneus durs vieux de quarante tours. Cinq voitures retardataires (Lando Norris, Fernando Alonso, Charles Leclerc, Sebastian Vettel et Esteban Ocon) sont intercalées entre la Mercedes et la Red Bull. Dans un premier temps, elles ne sont pas autorisées à dépasser la voiture de sécurité pour rejoindre le peloton dans le même tour. Puis, dans la cinquante-septième boucle, elles sont invitées à le faire, laissant Hamilton et Verstappen seuls pour un face-à-face final. Une fois que la Safety Car s'est écartée, pour un tour de course, Verstappen, avec ses pneus frais, profite d'une sortie large d'Hamilton au virage no 4 pour dépasser son rival pour le titre, en plongeant à l'intérieur du virage no 5. Le septuple champion du monde tente de reprendre l'avantage après la deuxième ligne droite au virage no 9 en attaquant par l'extérieur, mais ses gommes ne lui permettent pas de boucler la manœuvre et Max Verstappen complique la manœuvre en restant à l'intérieur avant d'entrer dans ce virage. Max Verstappen passe le premier la ligne d'arrivée pour remporter le titre, obtenant de surcroit, avec le meilleur tour réalisé dans sa trente-neuvième boucle, le troisième hat trick de sa carrière.
Cet incroyable dénouement provoque deux protestations de Mercedes, l'une parce que Verstappen s'est porté à la hauteur de Hamilton sous voiture de sécurité, son aileron dépassant légèrement le sien, l'autre en raison de la décision de la direction de course de laisser passer les cinq retardataires mais pas les trois autres qui roulaient derrière Verstappen, et pour ne pas avoir attendu un tour de plus pour relâcher la meute, ce qui de fait, aurait entraîné une arrivée en ordre et au ralenti derrière la voiture de couleur verte. Elles sont toutes deux rejetées. Ainsi, la période de domination des pilotes de l'écurie de Toto Wolff depuis le début de l'ère hybride en 2014, a pris officiellement fin cette saison à Abou Dabi ; Mercedes, qui avait annoncé son intention de contester la décision des commissaires auprès de la Cour d'appel internationale de la FIA, y ayant finalement renoncé le 16 décembre.
Au départ, Hamilton prend le meilleur sur Verstappen, Pérez bondit à la troisième place, Sainz grimpe au quatrième rang, Bottas recule huitième. À la sixième courbe, le pilote Red Bull attaque par l'extérieur en serrant son rival conte le vibreur ; ce dernier coupe la chicane et en ressort avec un avantage de plusieurs mètres. Les commissaires ne donnent pas suite. Le Néerlandais distancé s'arrête pour chausser des pneus durs dès le treizième tour, le Britannique couvre sa stratégie en stoppant dans la boucle suivante, laissant Pérez en tête. Le pilote Mexicain va tout faire pour le ralentir et permettre à son coéquipier de revenir. Dans les vingtième et vingt-et-unième tours il offre une défense acharnée, est doublé, se dédouble, réduit son rythme jusqu'à céder quand Verstappen est revenu dans les roues de Hamilton. Mais la Mercedes W12, plus rapide et sur une stratégie à un seul arrêt, reprend instantanément le large en alignant les meilleurs tours, alors que le Néerlandais retourne au stand au trente-sixième tour au moment du déploiement de la voiture de sécurité virtuelle à la suite de la panne d'Antonio Giovinazzi en bord de piste. Il repart à 17 secondes de Hamilton, et tente de revenir en abaissant le record du tour. Le pilote Mercedes conserve une avance confortable de près de 12 secondes, et Christian Horner note : « Maintenant, il nous faudrait un miracle. » quand Latifi a son accident.
Sous voiture de sécurité, Sergio Pérez doit abandonner, un problème moteur ayant été décelé sur sa RB16B. Cela laisse la troisième place à Carlos Sainz, son quatrième podium à sa première saison chez Ferrari, qui devance les deux AlphaTauri, Yuki Tsunoda (sa quatrième place est le meilleur résultat de sa jeune carrière), et Pierre Gasly qui double Bottas dans le dernier tour, lui laissant la sixième place. Lando Norris, parti hors-piste au départ, termine la course au septième rang, devant les deux Renault, Fernando Alonso et Esteban Ocon, alors que Charles Leclerc ne fait pas mieux que dixième. Dans son casque, quand il gare sa Red Bull devant le panneau 1, Max Verstappen s'exclame à l'attention de son équipe : « Je vous aime les gars, est-ce qu'on peut continuer comme ça pour les dix, quinze prochaines années ? »
À 24 ans et 73 jours, avec dix victoires dans la saison, Max Verstappen est le trente-quatrième champion du monde de Formule 1 (395,5 points). Il détrône le quadruple tenant du titre Lewis Hamilton (387,5 points). Valtteri Bottas est troisième (226 points) devant Sergio Pérez (190 points), alors que le classement évolue derrière eux. Carlos Sainz arrache la cinquième place finale (164,5 points), Lando Norris progresse au sixième rang (160 points), tous deux dépassant Charles Leclerc (159 points). Daniel Ricciardo termine le championnat à la huitième place (115 points) avec cinq unités d'avance sur Pierre Gasly (110 points). Fernando Alonso est dixième avec 81 points. Mercedes Grand Prix augmente son record avec un huitième sacre consécutif chez les constructeurs (613,5 points), devant Red Bull Racing (585,5 points). Ferrari est sur le podium (323,5 points), après avoir pris le large sur McLaren (275 points). Alpine termine cinquième (155 points), avec treize points de mieux qu'AlphaTauri (142 points). Aston Martin (77 points), Wiliams (23 points) et Alfa Romeo (13 points) ferment la marche. Haas n'a pas marqué.

## Contexte

### Nouvelle configuration de la piste
Réputé pour engendrer des courses manquant d'action, le tracé de Yas Marina a été profondément modifié pour l'édition 2021. La chicane et l'épingle serrées qui se trouvaient avant la longue ligne droite laissent place à une seule épingle moins fermée, l'enchaînement de quatre virages à angle droit à l'entrée du troisième secteur disparait au profit d'une seule courbe et les virages qui passent sous l'hôtel Yas Island sont modifiés avec des angles plus ouverts.
Saif Al Noaimi, le patron d’Abu Dhabi Motorsports, explique que l'objectif principal de cette reconfiguration est « d'augmenter les dépassements et de permettre aux pilotes de rester proches les uns des autres. Cela permet plus de luttes roue contre roue, avec plus de changements de positions en piste, plutôt que dans la voie des stands. C'est l’objectif et nous sommes convaincus de l'avoir atteint ».

### Le titre mondial décidé sur une course
Max Verstappen et Lewis Hamilton prennent le départ de la vingt-deuxième et dernière manche de la saison à égalité de points (369,5) ; le Britannique, qui comptait 21 points de retard au soir de la qualification sprint du Grand Prix du Brésil, reste sur trois victoires consécutives. Ainsi, sur le tracé réaménagé de Yas Marina, celui qui finira devant son rival parmi les dix premiers, sera champion du monde (une huitième fois pour Hamilton, une première pour Verstappen). Ce dernier, comptant une victoire de plus que le Britannique (9 à 8), conserve un léger avantage : dans le cas où aucun ne finirait la course ou la terminerait hors des points, Verstappen remporterait le titre. Une autre possibilité d'égalité de points en faveur de Verstappen existe si l'un finit dixième avec le meilleur tour, et l'autre neuvième : ils marqueraient deux points chacun.
Une telle situation ne s'est produite qu'une seule fois dans l'histoire de la Formule 1. En 1974, Emerson Fittipaldi et Clay Regazzoni étaient à égalité de points au départ de la dernière manche, le Grand Prix des États-Unis à Watkins Glen. Le Brésilien pilote McLaren avait eu le dernier mot en se classant quatrième alors que le Suisse sur Ferrari terminait onzième et hors des points. Le Grand Prix d'Abou Dabi a déjà été le théâtre de finales décisives pour l'attribution du titre pilotes, en 2010 en faveur de Sebastian Vettel, en 2014 au bénéfice de Lewis Hamilton, et en  2016 pour le sacre de Nico Rosberg.
Coté constructeurs, avec une avance de 28 points sur Red Bull Racing, Mercedes Grand Prix a son huitième sacre consécutif en vue, sauf en cas de doublé des voitures autrichiennes et un très mauvais résultat des monoplaces allemandes. En cas de doublé Red Bull avec le meilleur tour (44 points) Mercedes peut se permettre de n'en marquer que 17.

## Pneus disponibles
| Pneus pour piste sèche | Pneus pour piste sèche | Pneus pour piste sèche | Pneus pluie    | Pneus pluie |
| ---------------------- | ---------------------- | ---------------------- | -------------- | ----------- |
| Durs (Type C3)         | Medium (Type C4)       | Tendres (Type C5)      | Intermédiaires | Pluie       |

## Essais libres

### Première séance, le vendredi de10h30à11h30
| Pos. | Pilote          | Voiture          | Chrono         | Écart     |
| ---- | --------------- | ---------------- | -------------- | --------- |
| 1    | Max Verstappen  | Red Bull-Honda   | 1 min 25 s 009 |           |
| 2    | Valtteri Bottas | Mercedes         | 1 min 25 s 205 | + 0 s 196 |
| 3    | Lewis Hamilton  | Mercedes         | 1 min 25 s 355 | + 0 s 346 |
| 4    | Sergio Pérez    | Red Bull-Honda   | 1 min 25 s 363 | + 0 s 354 |
| 5    | Yuki Tsunoda    | AlphaTauri-Honda | 1 min 25 s 378 | + 0 s 369 |
| 6    | Fernando Alonso | Alpine-Renault   | 1 min 25 s 625 | + 0 s 616 |

- Jack Aitken, pilote-essayeur pour Williams F1 Team, remplace George Russell au volant de la Williams FW43B. Il réalise le dix-septième temps en 1 min 27 s 481[6] ;
- Sur le tracé réaménagé, Max Verstappen tourne douze secondes plus vite que son meilleur temps des premiers essais libres en 2020 ; le précédent record de la piste, établi par Lewis Hamilton lors des qualifications de l'édition 2019, était de 1 min 34 s 779 [7], [8] ;
- Dans son tour le plus rapide, Hamilton se rapproche à 33 millièmes de seconde de Verstappen mais son temps est annulé à cause d'un passage hors-limite au dernier virage[8].

### Deuxième séance, le vendredi de14hà15h
| Pos. | Pilote          | Voiture        | Chrono         | Écart     |
| ---- | --------------- | -------------- | -------------- | --------- |
| 1    | Lewis Hamilton  | Mercedes       | 1 min 23 s 691 |           |
| 2    | Esteban Ocon    | Alpine-Renault | 1 min 24 s 034 | + 0 s 343 |
| 3    | Valtteri Bottas | Mercedes       | 1 min 24 s 083 | + 0 s 392 |
| 4    | Max Verstappen  | Red Bull-Honda | 1 min 24 s 332 | + 0 s 641 |
| 5    | Sergio Pérez    | Red Bull-Honda | 1 min 24 s 400 | + 0 s 709 |
| 6    | Fernando Alonso | Alpine-Renault | 1 min 24 s 495 | + 0 s 804 |

- À la toute fin de la séance, alors que le chronomètre est déjà arrêté, Kimi Räikkönen crashe son Alfa Romeo C41 dans les protections TecPro du virage no 14[10]. Le drapeau rouge est alors brandi et les essais de départ des pilotes par conséquent annulés. Sur les flancs de sa monoplace, pour le 350e et dernier Grand Prix de sa carrière, est inscrit : « Dear Kimi, we will leave you alone now » (Cher Kimi, on va te laisser tranquille maintenant), référence à son « Leave me alone » adressé à son ingénieur chez Lotus-Renault alors qu'il roulait vers la victoire à Abou Dabi en 2012[11].

### Troisième séance, le samedi de11hà12h
| Pos. | Pilote          | Voiture          | Chrono         | Écart     |
| ---- | --------------- | ---------------- | -------------- | --------- |
| 1    | Lewis Hamilton  | Mercedes         | 1 min 23 s 274 |           |
| 2    | Max Verstappen  | Red Bull-Honda   | 1 min 23 s 488 | + 0 s 214 |
| 3    | Valtteri Bottas | Mercedes         | 1 min 24 s 025 | + 0 s 751 |
| 4    | Sergio Pérez    | Red Bull-Honda   | 1 min 24 s 047 | + 0 s 773 |
| 5    | Lando Norris    | McLaren-Mercedes | 1 min 24 s 106 | + 0 s 832 |
| 6    | Yuki Tsunoda    | AlphaTauri-Honda | 1 min 24 s 223 | + 0 s 949 |

## Séance de qualifications

### Résultats des qualifications
| Pos.                                                                                      | Pilote             | Écurie                | Qualifications 1 | Qualifications 2 | Qualifications 3 |
| ----------------------------------------------------------------------------------------- | ------------------ | --------------------- | ---------------- | ---------------- | ---------------- |
| 1                                                                                         | Max Verstappen     | Red Bull-Honda        | 1 min 23 s 322   | 1 min 22 s 800   | 1 min 22 s 109   |
| 2                                                                                         | Lewis Hamilton     | Mercedes              | 1 min 22 s 845   | 1 min 23 s 145   | 1 min 22 s 480   |
| 3                                                                                         | Lando Norris       | McLaren-Mercedes      | 1 min 23 s 553   | 1 min 23 s 256   | 1 min 22 s 931   |
| 4                                                                                         | Sergio Pérez       | Red Bull-Honda        | 1 min 23 s 350   | 1 min 23 s 135   | 1 min 22 s 947   |
| 5                                                                                         | Carlos Sainz Jr.   | Ferrari               | 1 min 23 s 624   | 1 min 23 s 174   | 1 mlin 22 s 992  |
| 6                                                                                         | Valtteri Bottas    | Mercedes              | 1 min 23 s 117   | 1 min 23 s 246   | 1 min 23 s 036   |
| 7                                                                                         | Charles Leclerc    | Ferrari               | 1 min 23 s 467   | 1 min 23 s 202   | 1 min 23 s 122   |
| 8                                                                                         | Yuki Tsunoda       | AlphaTauri-Honda      | 1 min 23 s 428   | 1 min 23 s 404   | 1 min 23 s 220   |
| 9                                                                                         | Esteban Ocon       | Alpine-Renault        | 1 min 23 s 764   | 1 min 23 s 420   | 1 min 23 s 389   |
| 10                                                                                        | Daniel Ricciardo   | McLaren-Mercedes      | 1 min 23 s 829   | 1 min 23 s 448   | 1 min 23 s 409   |
| 11                                                                                        | Fernando Alonso    | Alpine-Renault        | 1 min 23 s 846   | 1 min 23 s 460   |                  |
| 12                                                                                        | Pierre Gasly       | AlphaTauri-Honda      | 1 min 23 s 489   | 1 min 24 s 043   |                  |
| 13                                                                                        | Lance Stroll       | Aston Martin-Mercedes | 1 min 24 s 061   | 1 min 24 s 066   |                  |
| 14                                                                                        | Antonio Giovinazzi | Alfa Romeo-Ferrari    | 1 min 24 s 118   | 1 min 24 s 251   |                  |
| 15                                                                                        | Sebastian Vettel   | Aston Martin-Mercedes | 1 min 24 s 225   | 1 min 24 s 305   |                  |
| 16                                                                                        | Nicholas Latifi    | Williams-Mercedes     | 1 min 24 s 338   |                  |                  |
| 17                                                                                        | George Russell     | Williams-Mercedes     | 1 min 24 s 423   |                  |                  |
| 18                                                                                        | Kimi Räikkönen     | Alfa Romeo-Ferrari    | 1 min 24 s 779   |                  |                  |
| 19                                                                                        | Mick Schumacher    | Haas-Ferrari          | 1 min 24 s 906   |                  |                  |
| 20                                                                                        | Nikita Mazepin     | Haas-Ferrari          | 1 min 25 s 685   |                  |                  |
| Temps minimal à réaliser pour la qualification : 1 min 28 s 644 (107 % de 1 min 22 s 845) |                    |                       |                  |                  |                  |

- À cause d'un « plat » commis sur sa gomme medium avant gauche en début de Q2, Max Verstappen décide de chausser des pneus tendres pour s'extraire de cette deuxième partie des qualifications. En conséquence, c'est avec ce train de pneus qu'il doit prendre le départ de la course alors que Lewis Hamilton partira en pneus medium, l'option traditionnelle pour démarrer un Grand Prix compte tenu d'une durée de vie plus longue pour un premier relais. Lando Norris et Sergio Pérez sont eux aussi en gommes tendres et Valtteri Bottas en medium[14].

### Grille de départ
- Auteur du vingtième et dernier temps des qualifications, Nikita Mazepin, testé positif à la Covid-19, déclare forfait pour le Grand Prix et ne peut être remplacé pour la course puisqu'aucun pilote remplaçant n'a effectué de séance d'essais libres ou de qualification ; seule la Haas de Mick Schumacher est engagée pour la course, en conformité avec l'article 31.1 du règlement sportif[15],[16].

## Course

### Les cinq tours qui ont décidé du titre
Dès le trente-sixième tour, quand une procédure de voiture de sécurité virtuelle est enclenchée à cause de la panne d'Antonio Giovinazzi en bord de piste et que Max Verstappen en profite pour rentrer une deuxième fois au stand afin de chausser des pneus durs, le leader de la course Lewis Hamilton s'interroge : « Ça n'était pas un peu risqué de me laisser en piste ? » Peter « Bono » Bonnington lui répond : « Le potentiel de perdre notre position était trop élevé. » Verstappen attribue directement à Sergio Pérez l'impossibilité de s'arrêter pour Hamilton à ce moment de la course. En effet, le Mexicain, en retenant le Britannique derrière lui durant quelques tours, aura permis à son coéquipier de combler un écart d'environ huit secondes, et donc de pouvoir profiter d'un arrêt sous Virtual Safety Car en interdisant à son rival d'en faire de même après lui. Il adressera ainsi un grand merci à Pérez une fois titré.
Au cinquante-troisième tour, à cinq boucles de l'arrivée, alors que le septuple champion du monde caracole en tête avec une avance de douze secondes sur Verstappen, il passe devant la Williams de Nicholas Latifi qui a tapé dans le rail au virage no 14 et lâché de nombreux débris ; il comprend instantanément la tournure des événements : « Merde et merde, Bono, incroyable, mec! »
Pendant ce temps, Toto Wolff intervient sur le canal radio de la FIA pour implorer le directeur de course Michael Masi de ne pas déployer la voiture de sécurité. Mais l'Aston Martin Vantage entre bel et bien en piste et Verstappen reprend prestement pour la troisième fois la voie des stands pour se chausser de pneus tendres. Lorsque Hamilton, qui demande à rentrer, se voit intimer un refus de Peter Bonnington, il ne peut que lâcher « Insensé! » Il vient en effet de dépasser l'entrée de la pitlane et son ingénieur lui explique qu'il a alors toutes les chances de perdre les commandes de la course derrière la Safety Car s'il s'arrête un tour après son rival. Le Britannique, qui roule avec le même train de gommes dures depuis le quatorzième tour, analyse clairement la situation dans laquelle il se trouve désormais : « Il va être juste derrière moi en pneus neufs ? ».
La confusion règne. Cinq pilotes retardataires sont intercalés entre Hamilton et Verstappen derrière la voiture de sécurité, trois autres roulent plus loin ; ils devront la dépasser pour se dédoubler. Dans un premier temps, au 56e tour, le directeur de course envoie un message spécifiant qu'il ne délivre pas cette autorisation, ll attend en effet que les débris de la Williams dans le secteur du virage no 14 soient complètement nettoyés. Max Verstappen ironise « Mais bien sûr, décision typique ! Je ne suis pas surpris! ». Lorsque Fernando Alonso, qui s'apprêtait à se dédoubler apprend cela, sa réaction est d'éclater de rire. Sur le canal FIA, Christian Horner intervient à son tour pour demander à Michael Masi la raison pour laquelle les retardataires sont encore retenus, et ce dernier lui répond : « Donne-moi juste une seconde... »,.
Finalement, à un tour de l'arrivée, seuls Lando Norris, Fernando Alonso, Charles Leclerc, Sebastian Vettel et Esteban Ocon, intercalés entre les deux rivaux, sont invités à dépasser la voiture de sécurité. Les autres retardataires, qui roulent derrière Verstappen, entre lui et le troisième Carlos Sainz Jr., ne sont pas autorisés à effectuer la même manœuvre, et ne comprennent rien aux décisions de la direction de course. Daniel Ricciardo expliquera ainsi : « J’étais désorienté car j’avais reçu le message que personne n’allait dépasser. Je me disais donc que c’était une décision juste car Lewis avait une telle avance et Max était chaussé de nouveaux pneus, et il devait ainsi se débarrasser de plusieurs voitures si jamais ils décidaient de relancer la course. Puis j’ai vu que d’autres voitures dépassaient, je me suis donc dit "Que dois-je faire ? Puis-je dépasser ?" ». C’est alors que son ingénieur Tom Stallard lui dit de rester là où il est, se retrouvant du coup aux premières loges derrière les deux pilotes en lutte pour le titre. Carlos Sainz qui a d'autres retardataires devant lui au moment du « feu vert » s'exclame à la radio « Que font-ils ? Ils ne se dédoublent pas, il faut qu’ils le fassent ! », tandis que le retardataire   Lance Stroll qui doit rester à sa place, lâche « C'est quoi ce bordel ? ».
À l'attaque du dernier tour, la voiture de sécurité s'écarte. Michael Masi n'a donc pas attendu un tour pour que les retardataires autorisés à la dépasser reviennent en queue de peloton, comme le veut la procédure habituelle. Mais si cela avait été le cas, la course se serait achevée derrière elle au ralenti, avec Hamilton en tête et donc titré. Repartis à pleine vitesse, Verstappen calé dans ses échappements, le dépasse facilement en plongeant à l'intérieur du virage n°5. Toto Wolff intervient à nouveau sur radio FIA, éructant : « Michael! Non, Michael ! Non ! Noooooooon ! , Michael ! Ca n'est vraiment pas juste ! ». Après une dernière tentative de repasser en tête en attaquant sans succès Verstappen à l'extérieur du virage n°9, Hamilton s'écrie : « C'est de la manipulation ! ». La course s'achève, Verstappen est champion du monde, le patron de Mercedes interpelle encore Michael Masi : « Tu dois rétablir le classement au tour précédent, ça n'est pas juste ! ». Ce dernier répond : « Toto, it's called a motor race. We went car racing » (« Toto, cela s'appelle la course automobile. Nous avons fait courir les voitures »).
Après la course, le directeur sportif de la Formule 1 Ross Brawn fustige les interventions de Horner et Wolff à la radio : « C’est un peu comme négocier avec un arbitre dans le football. Il n’est pas acceptable que les chefs d’équipe mettent Michael sous une telle pression pendant la course. Toto Wolff ne peut pas exiger qu’une voiture de sécurité ne vienne pas, et Christian Horner ne peut pas exiger que les voitures soient obligées de revenir à l'arrière. C’est à la discrétion du directeur de course. Nous arrêterons ce contact l’année prochaine ».
Mercedes fait un double appel auprès des commissaires, le principal concernant les décisions prises derrière la voiture de sécurité. Il est rejeté. Dans l'avis, il est spécifié que ne pas avoir attendu le délai réglementaire (soit un tour après que les cinq retardataires se soient dédoublés), fait que « l'article 48.12 n'avait pas été appliqué pleinement », Mais il est également expliqué que la décision du directeur de course est prioritaire sur tout le reste. Dans cet avis, Michael Masi note également qu'offrir une arrivée « sous drapeau vert » était hautement souhaitable, et que la volonté de ne pas terminer une course derrière la voiture de sécurité était partagée de longue date par toutes les équipes.
Un observateur comme le double champion du monde Mika Häkkinen prend la défense de Masi : « Je pense que cela aurait été bien pire si ce championnat du monde s’était terminé derrière une voiture de sécurité. Cela aurait vraiment été une telle déception... La décision du directeur de course, soutenue ensuite par les quatre commissaires, est basée sur sa compréhension des règles, y compris sa responsabilité de décider du moment où la voiture de sécurité retourne dans les stands. Trouver un équilibre entre la sécurité et la volonté de promouvoir la poursuite de la course sur la piste est la tâche la plus difficile du directeur de course. Au vu du résultat, en termes de sécurité et de promotion de la course, Michael a fait son travail ». Le vainqueur du championnat 1996 Damon Hill n'est pas du même avis : « C'est une nouvelle manière de diriger ce sport quand le directeur de course prend des décisions ad hoc. Cela donne un peu trop l'impression d'un "devinez ce que je vais faire maintenant ?" ».
Les réactions des pilotes sont partagées, nombre d'entre eux estimant que Max Verstappen mérite son titre pour l'ensemble de sa saison 2021, et comme Esteban Ocon, saluant « les choix agressifs de Red Bull » durant la course. Il y a également les pilotes qui, comme George Russell, crient au scandale après la course : « C'est n'importe quoi ! Max est un pilote absolument fantastique qui a fait une saison incroyable et je n’ai qu’un immense respect pour lui, mais ce qui vient de se passer est absolument inacceptable. Je ne peux pas croire ce que nous venons de voir ». Russell est le futur coéquipier d'Hamilton chez Mercedes. L'écurie qui gagne toutefois son huitième titre constructeurs consécutif, annonce dans un premier temps son intention de porter cette affaire devant la Cour d'appel internationale de la FIA, afin de faire changer le résultat de la course, disposant de 96 heures pour notifier cet appel, soit jusqu'au jeudi 16 décembre. Plusieurs personnalités de la Formule 1 exhortent alors l'équipe allemande à s'abstenir.
Max Verstappen révèle pour sa part que Toto Wolff lui a envoyé un message pour le féliciter et lui écrire qu'il méritait son titre : « C'était vraiment gentil de sa part. » Il ajoute : « Lewis est un grand sportif, il est aussi venu vers moi pour me féliciter alors que cela a dû être très difficile pour lui dans le dernier tour. Cela montre aussi le respect que nous avons l'un pour l'autre. Bien sûr nous avons eu des moments tendus durant la saison mais au final, nous nous respectons et nous respectons le fait d'avoir poussé l'autre jusqu'à la limite. Ça a été génial de me battre contre lui et ce dernier Grand Prix résume bien cette saison. Ça a été fou et intense! »

### Mercedes renonce à faire appel
La FIA, sur proposition de son président Jean Todt, à la veille de quitter son poste, annonce le 15 décembre qu'elle a décidé d'analyser les événements survenus à partir de l'entrée en piste de la voiture de sécurité, déplorant « un débat qui ternit actuellement l'image du championnat et la célébration attendue du premier titre mondial des pilotes remporté par Max Verstappen et du huitième titre mondial des constructeurs remporté par Mercedes ». Ainsi, « le président de la FIA a proposé au Conseil Mondial du Sport Automobile qu'une analyse détaillée et un exercice de clarification pour l'avenir avec toutes les parties concernées aient lieu. Cette question sera discutée et abordée avec toutes les équipes et tous les pilotes afin de tirer les leçons de cette situation et de fournir des éclaircissements aux participants, aux médias et aux fans sur les règlements actuels afin de préserver la nature compétitive de notre sport tout en assurant la sécurité des pilotes et des officiels ».
Saluant cette décision de la FIA, Mercedes publie un communiqué le 16 décembre dans lequel elle déclare qu'elle renonce à faire appel avec la volonté de travailler activement avec la commission destinée à analyser les événements. Tout en soulignant : « Nous avons quitté Abu Dhabi avec incrédulité face à ce que nous venions de voir. Bien sûr, cela fait partie du jeu de perdre une course, mais c'est quelque chose de différent lorsque vous perdez confiance en la course » et en insistant sur le fait que la réglementation de la voiture de sécurité a été appliquée d'une nouvelle manière qui a affecté le résultat du Grand Prix alors que « Lewis Hamilton était un solide leader en route pour gagner le championnat ». L'écurie veut désormais œuvrer « pour une meilleure Formule 1, pour tous les teams et tous les fans qui aiment ce sport autant que nous »,, ajoutant dans son communiqué : « À Max Verstappen et Red Bull Racing : nous tenons à exprimer notre sincère respect pour vos réalisations cette saison. Vous avez rendu ce combat pour le titre de champion de Formule 1 vraiment épique. Max, nous te félicitons ainsi que toute ton équipe. Nous sommes impatients de livrer un nouveau combat sur la piste la saison prochaine. »
Cependant, Toto Wolff ne décolère pas. Il déclare dans une conférence de presse donnée le jour même : « Nous ne retirons pas notre appel parce que nous pensons avoir tort. Du côté légal, je pense que nous aurions pu gagner au tribunal. Mais je ne suis pas certain que nous ayons envie de gagner ainsi un titre sur tapis vert. Près d'une semaine plus tard, je ne peux pas encore digérer ce qu'il s'est passé. Pour moi, ce fut du freestyle qui a envoyé Lewis à l'abattoir. Il y a des règles qui n'ont pas été respectées ». Remonté contre Michael Masi, il dit aussi : « Je n'ai pas envie de discuter avec lui. Sa décision a privé Lewis d'un titre. On lui a volé sa couronne ».

### Épilogue
En guise d'épilogue, la FIA publie le 19 mars, en amont du départ du premier Grand Prix de la saison 2022, le rapport de sept pages apportant les conclusions de la commission mise en place après les évènements d'Abu Dabi. Les mesures qu'elle préconise ont pour la plupart déjà été prises : découplage des nombreuses tâches dévolues au directeur de course (Michael Masi a été limogé, il est remplacé par deux nouveaux directeurs de course qui doivent alterner d'un Grand Prix à l'autre, assistés par le conseiller spécial permanent Herbie Blash, et par une salle de contrôle virtuelle basée dans les bureaux de la FIA à Genève), précisions concernant la procédure de voiture de sécurité (dans le règlement, le mot « chaque voiture doit se dédoubler » est remplacé par « toutes les voitures »), le « procédé manuel » de comptage des voitures retardataires devient un procédé automatique avec un logiciel dévolu à cet effet, et le canal de discussion entre la FIA et les directeurs d'équipe n'est plus ouvert au public. Ils pourront éventuellement continuer à se parler, mais « de manière non intrusive. Enfin, tout en estimant que Masi a agi « de bonne foi », le rapport note que « c'est une erreur humaine qui a conduit au fait que toutes les voitures n'ont pas été autorisées à se dédoubler ».

### Classement de la course
| Pos.  | no | Pilote             | Écurie                | Tours | Temps/Abandon                     | Grille | Points |
| ----- | -- | ------------------ | --------------------- | ----- | --------------------------------- | ------ | ------ |
| 1     | 33 | Max Verstappen     | Red Bull-Honda        | 58    | 1 h 30 min 17 s 345 (203,54 km/h) | 1      | 25 + 1 |
| 2     | 44 | Lewis Hamilton     | Mercedes              | 58    | + 2 s 256                         | 2      | 18     |
| 3     | 55 | Carlos Sainz Jr.   | Ferrari               | 58    | + 5 s 173                         | 5      | 15     |
| 4     | 22 | Yuki Tsunoda       | AlphaTauri-Honda      | 58    | + 5 s 692                         | 8      | 12     |
| 5     | 10 | Pierre Gasly       | AlphaTauri-Honda      | 58    | + 6 s 531                         | 12     | 10     |
| 6     | 77 | Valtteri Bottas    | Mercedes              | 58    | + 7 s 463                         | 6      | 8      |
| 7     | 4  | Lando Norris       | McLaren-Mercedes      | 58    | + 59 s 200                        | 3      | 6      |
| 8     | 14 | Fernando Alonso    | Alpine-Renault        | 58    | + 1 min 01 s 708                  | 11     | 4      |
| 9     | 31 | Esteban Ocon       | Alpine-Renault        | 58    | + 1 min 04 s 026                  | 9      | 2      |
| 10    | 16 | Charles Leclerc    | Ferrari               | 58    | + 1 min 06 s 057                  | 7      | 1      |
| 11    | 5  | Sebastian Vettel   | Aston Martin-Mercedes | 58    | + 1 min 07 s 527                  | 15     |        |
| 12    | 3  | Daniel Ricciardo   | McLaren-Mercedes      | 57    | + 1 tour                          | 10     |        |
| 13    | 18 | Lance Stroll       | Aston Martin-Mercedes | 57    | + 1 tour                          | 13     |        |
| 14    | 47 | Mick Schumacher    | Haas-Ferrari          | 57    | + 1 tour                          | 19     |        |
| 15    | 11 | Sergio Pérez       | Red Bull-Honda        | 55    | Pression d'huile                  | 4      |        |
| Abd.  | 6  | Nicholas Latifi    | Williams-Mercedes     | 50    | Accident                          | 16     |        |
| Abd.  | 99 | Antonio Giovinazzi | Alfa Romeo-Ferrari    | 33    | Boîte de vitesses                 | 14     |        |
| Abd.  | 63 | George Russell     | Williams-Mercedes     | 26    | Transmission                      | 17     |        |
| Abd.  | 7  | Kimi Räikkönen     | Alfa Romeo-Ferrari    | 25    | Freins                            | 18     |        |
| Forf. | 9  | Nikita Mazepin     | Haas-Ferrari          | 0     | Positif à la Covid-19             | (20)   |        |

### Deux réclamations de Mercedes rejetées
À la suite d'une fin de Grand Prix controversée, deux protestations sont ouvertes par Mercedes à l'encontre de Red Bull. La première porte sur un dépassement sous le régime de la voiture de sécurité (article 48.8 du règlement sportif) lorsque Lewis Hamilton et Max Verstappen se sont retrouvés côte à côte lors de la relance de l'ultime boucle. La deuxième porte sur l'autorisation des retardataires à dépasser la voiture de sécurité où la procédure est remise en cause par l'écurie allemande (article 48.12 du règlement sportif).
Après la convocation des deux écuries, les deux réclamations sont rejetées ; « Une fois que le message « Safety Car in this lap » a été annoncé aux écuries, la voiture de sécurité doit obligatoirement se retirer à la fin du tour. Par conséquent, la requête de Mercedes qui demandait que ce soit le classement de l'avant-dernier tour qui soit pris en compte a été refusée,. »
Mercedes, qui dispose de quatre jours pour contester la décision des commissaires auprès du pouvoir sportif, a signifié son intention de faire appel en invoquant l'article 15 du code sportif et l'article 10 des règles judiciaires et  disciplinaires.

### Pole position et record du tour
- Pole position :  Max Verstappen (Red Bull-Honda) en 1 min 22 s 109 (231,451 km/h)[44].
- Meilleur tour en course :  Max Verstappen (Red Bull-Honda) en 1 min 26 s 103 (220,801 km/h) au trente-neuvième tour ; vainqueur de la course, il remporte le point bonus associé au meilleur tour en course[45],[46].

### Tours en tête
- Lewis Hamilton (Mercedes) : 51 tours (1-14 / 21-57)[47]
- Sergio Pérez (Red Bull-Honda) : 6 tours (15-20)
- Max Verstappen (Red Bull-Honda) : 1 tour (58)

## Classements généraux à l'issue de la course
| Pos.     | Pilote             | Écurie                | Points |
| -------- | ------------------ | --------------------- | ------ |
| Champion | Max Verstappen     | Red Bull-Honda        | 395,5  |
| 2        | Lewis Hamilton     | Mercedes              | 387,5  |
| 3        | Valtteri Bottas    | Mercedes              | 226    |
| 4        | Sergio Pérez       | Red Bull-Honda        | 190    |
| 5        | Carlos Sainz Jr.   | Ferrari               | 164,5  |
| 6        | Lando Norris       | McLaren-Mercedes      | 160    |
| 7        | Charles Leclerc    | Ferrari               | 159    |
| 8        | Daniel Ricciardo   | McLaren-Mercedes      | 115    |
| 9        | Pierre Gasly       | AlphaTauri-Honda      | 110    |
| 10       | Fernando Alonso    | Alpine-Renault        | 81     |
| 11       | Esteban Ocon       | Alpine-Renault        | 74     |
| 12       | Sebastian Vettel   | Aston Martin-Mercedes | 43     |
| 13       | Lance Stroll       | Aston Martin-Mercedes | 34     |
| 14       | Yuki Tsunoda       | AlphaTauri-Honda      | 32     |
| 15       | George Russell     | Williams-Mercedes     | 16     |
| 16       | Kimi Räikkönen     | Alfa Romeo-Ferrari    | 10     |
| 17       | Nicholas Latifi    | Williams-Mercedes     | 7      |
| 18       | Antonio Giovinazzi | Alfa Romeo-Ferrari    | 3      |

| Pos.     | Écurie                | Points |
| -------- | --------------------- | ------ |
| Champion | Mercedes              | 613,5  |
| 2        | Red Bull-Honda        | 585,5  |
| 3        | Ferrari               | 323,5  |
| 4        | McLaren-Mercedes      | 275    |
| 5        | Alpine-Renault        | 155    |
| 6        | AlphaTauri-Honda      | 142    |
| 7        | Aston Martin-Mercedes | 77     |
| 8        | Williams-Mercedes     | 23     |
| 9        | Alfa Romeo-Ferrari    | 13     |
| 10       | Haas-Ferrari          | 0      |

## Statistiques
Le Grand Prix d'Abou Dabi 2021 représente :
- la 13e pole position de Max Verstappen, sa dixième de la saison[50] ;
- la 20e victoire de Max Verstappen, sa dixième de la saison[51] ;
- le 3e hat trick de Max Verstappen, tous réalisés cette saison[52] ;
- le 60e podium de Max Verstappen, le dix-huitième de la saison[53], nouveau record sur une année[54] ;
- la 75e victoire de Red Bull Racing en tant que constructeur[55] ;
- la 89e victoire de Honda en tant que motoriste[56] ;
- le 100e Grand Prix de Lance Stroll[57] ;
- le 350e et dernier[a] Grand Prix de Kimi Räikkönen (vingt et une victoires, dix-huit pole positions, 48 meilleurs tours, 103 podiums depuis 2001, champion du monde avec Ferrari en 2007)[58],[59],[60] ;
- le 62e et dernier Grand Prix pour Antonio Giovinazzi après trois saisons chez Alfa Romeo[61].

Au cours de ce Grand Prix :
- Max Verstappen remporte son premier titre de champion du monde et devient le 34e champion du monde de Formule 1[62] ;
- Mercedes remporte son 8e championnat des constructeurs consécutif[63] ;
- le motoriste Honda est associé au titre de champion des pilotes pour la première fois depuis Ayrton Senna en 1991[64] ;
- les Pays-Bas sont le quinzième pays à compter un champion du monde de Formule 1 dans ses rangs ; il n'y avait pas eu de nouvelle nation à ce palmarès depuis 2005 et l'Espagne de Fernando Alonso[65] ;
- à la veille de l'épreuve, Max Verstappen était, avec dix-neuf victoires, le pilote comptant le plus de victoires sans avoir gagné le titre ; Stirling Moss reprend dès lors la tête de ce palmarès, avec seize succès[66] ;
- à 24 ans et 73 jours, Max Verstappen est le quatrième plus jeune pilote champion du monde, derrière Sebastian Vettel en 2010 (23 ans et 133 jours), Lewis Hamilton en 2008 (23 ans et 300 jours), et Fernando Alonso en 2005 (24 ans et 57 jours)[67] ;
- Max Verstappen n'est que le quatrième pilote à compter au moins dix victoires dans une saison, comme Lewis Hamilton (cinq fois), Sebastian Vettel (deux fois) et Michael Schumacher (deux fois)[68] ;
- S'il ne mène que le dernier tour à Abou Dabi, Max Verstappen en a passé 652 en tête cette saison, soit 50,3 % du total, contre 317 (29,9 %) à Lewis Hamilton[69] ;
- Mercedes Grand Prix et Red Bull Racing ont remporté tous les titres pilotes et constructeurs depuis 2010 soit sur douze saisons consécutives, une série record puisque l'autre période de domination de deux écuries s'était arrêtée à dix doubles sacres partagés entre McLaren Racing et Williams F1 Team de 1984 à 1993[68] ;
- Pierre Gasly passe la barre des 300 points inscrits en Formule 1 (309 points)[70] ;
- Valtteri Bottas a toujours atteint la dernière phase qualificative avec Mercedes (101 Grand Prix depuis 2017)[71] ;
- Kimi Räikkönen est élu « pilote du jour » à l'issue d'un vote organisé sur le site officiel de la Formule 1[72] ;
- Derek Warwick (146 départs en Grands Prix entre 1981 et 1993, quatre podiums, 71 points inscrits) est nommé conseiller par la FIA pour aider dans leurs jugements le groupe des commissaires de course[73].